# Takahagi
Takahagi (高萩市 -shi) é uma cidade japonesa localizada na província de Ibaraki.
Em 2004 a cidade tinha uma população estimada em 33 624 habitantes e uma densidade populacional de 173,63 h/km². Tem uma área total de 193,65 km².
Recebeu o estatuto de cidade a 23 de Novembro de 1954.